# Isabel Saint Malo
Isabel Saint Malo de Alvarado (Ciutat de Panamà, Panamà, 27 de juny de 1968) és una diplomàtica i política que després de les eleccions presidencials del 4 de maig de 2014 va ser escollida com a vicepresidenta dins de la fórmula de Juan Carlos Varela, amb el suport pels partits Panameñista i Popular. Des de l'1 de juliol de 2014 és vicepresidenta de Panamà i Ministra de Relacions Exteriors del país.

## Vida professional
En 1989 es va graduar de Relacions Internacionals a la Universitat de Saint Joseph's a Pennsilvània, Estats Units i, el 1995, va obtenir un mestratge en administració de negocis en la Nova Southeastern University.
En 1988 va treballar com passant en l'Ambaixada de Panamà a Washington DC i en 1989 va treballar al Centre per a la Democràcia a la mateixa ciutat. Des de 1990 fins a 1992 va treballar a la Missió Permanent de Panamà en les Nacions Unides i, entre 1992 i 1994 en el Ministeri de Relacions Exteriors com a assistent del viceministre i després com a assistent del ministre.
Va treballar com a part del Programa de les Nacions Unides per al Desenvolupament, capítol de Panamà, entre 1994 i 2008 i, en 2006, va ser nomenada directora del Consens Nacional. Des de 2008 s'ha desenvolupat com a consultora independent.
Per la seva labor va ser reconeguda per l'Associació Panamenya d'Executius d'Empresa (APEDE) com dona destacada del 2012.

## Vida política
Va ingressar a la vida política al gener de 2014 quan el candidat per l'aliança panamenyista Juan Carlos Varela la va nominar com la seva companya de fórmula a pesar que no tenia experiència política i era considerada independent. Després de la victòria en les eleccions presidencials del maig de 2014, va acceptar la vicepresidència de la República sent la primera dona a assumir el càrrec.